# Teatro Muñoz Seca

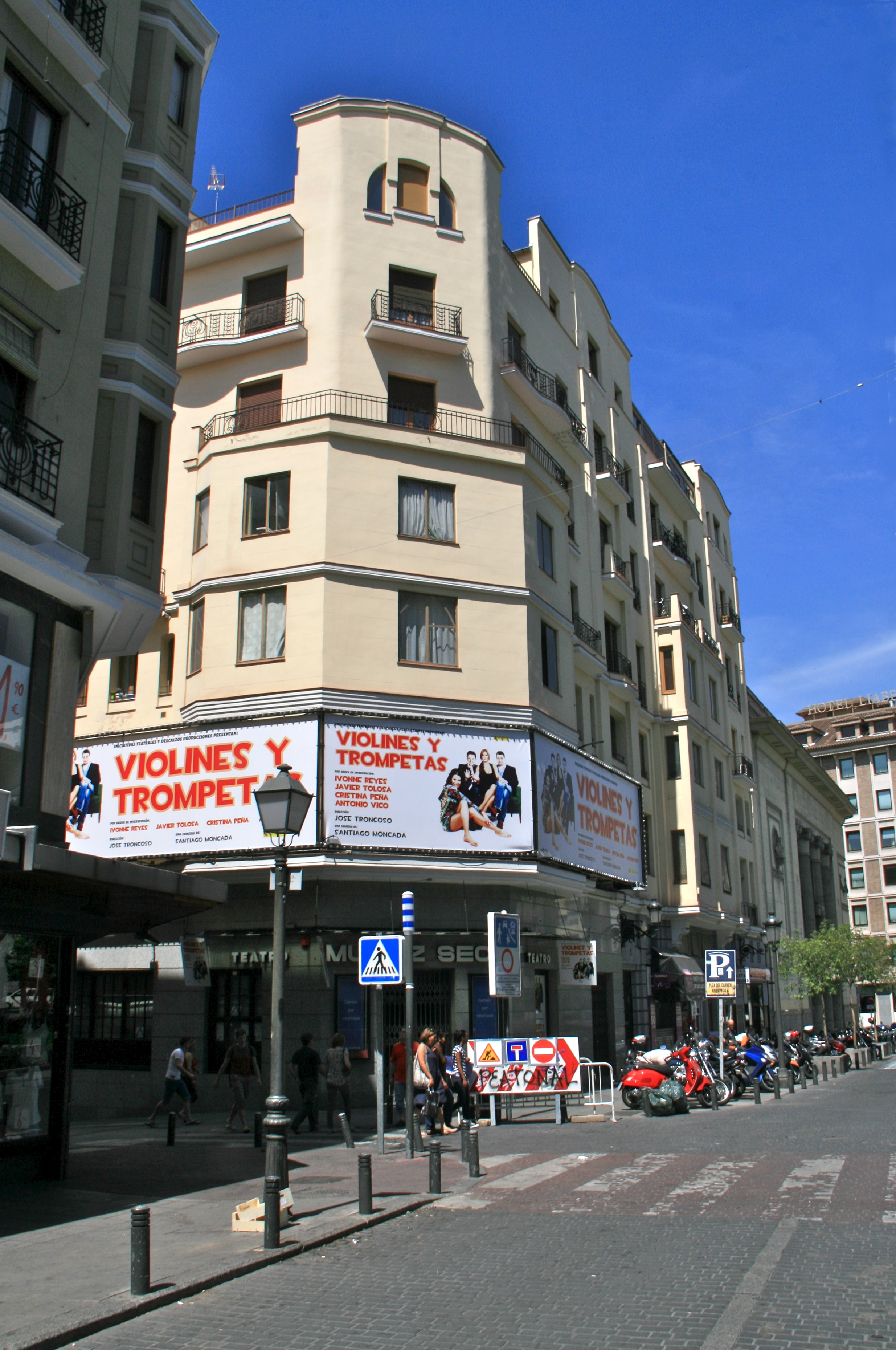
Teatro Muñoz Seca, Plaza del Carmen

El teatro Muñoz Seca o teatro Pedro Muñoz Seca es un antiguo salón teatral, situado en el número 1 de la de la Plaza del Carmen, en el centro de Madrid, que en 1930 tomó el nombre de ese comediógrafo español. En el mismo solar hubo un popular Salón Chantecler, que entre 1922 y 1930 se denominó Salón El Dorado.

## Historia
El Salón Chantecler (apenas un chamizo), fue adquirido en 1919 por Consuelo Portela alias "La Chelito", en esos momentos máxima diva de la sicalipsis.
El 15 de diciembre de 1922 se abrió en ese mismo solar un nuevo edificio de vecinos con teatro en el chaflán de la planta baja, diseñado por José Espelius, con el nombre de El Dorado (homónimo del teatro de verano Eldorado diseñado por José López Sallaberry, que hubo junto al paseo del Prado y que se incendió en 1903). El cronista Pedro de Répide comenta así la noticia: "...donde hace unos años se construyó un pequeño mercado independiente, transformado al poco tiempo en un teatrito de cierto género, se alza ahora una buena finca, en la cual habrá un teatro de mejor apariencia, pero del mismo linaje que el anterior".
Por fin, en 1930 tomó el nombre del dramaturgo Muñoz Seca.